# Paranoia (banda española)
Paranoia es un grupo español de thrash metal surgido en Gijón (Asturias) y formado en 1994 en el barrio de Poago. El idioma elegido para cantar ha sido el inglés pero doblando al castellano muchas de las grabaciones que han realizado.
Los grupos que formaban la base de influencia solían ser de tipo heavy metal o thrash metal aunque también fueron apareciendo algunas bandas hardcore punk, siendo sobre todo el thrash metal la influencia más importante dentro del seno de la banda.

## Miembros del grupo
| Miembros actuales - Zalo 666 – Cantante, guitarra rítmica (1991–presente) - Jorge – Guitarra solista, coros (1999–presente) - Iban – Bajo, coros (2008–presente) - Mario – Batería, percusión (2011–presente) | Miembros anteriores - Amador – Cantante, guitarra (1994-1997) - Berto – Guitarra solista (1994–1995) - Miguel – Batería, percusión (1998–2006) - Aibori – Bajo, coros (1999–2000) - Gus – Bajo, coros (2001–2008) - Fernando – Guitarra solista, coros (2002) - Casanova – Batería (2006-2010) - Tebi – Batería (2010-2011) |

## Discografía
| Año  | Título                | Etiqueta           | Formato | Detalles                            |
| ---- | --------------------- | ------------------ | ------- | ----------------------------------- |
| 1995 | Old Bus               | ShitSound Records  | CSS     |                                     |
| 1998 | Radioactiva           | Rompekabezas Music | CSS     |                                     |
| 2000 | School Days           | Rompekabezas Music | CD      | Versiones en inglés.                |
| 2001 | Ready to explode demo | Rompekabezas Music | CD/CSS  |                                     |
| 2002 | Ready to explode      | Sacrifice Records  | CD/CSS  |                                     |
| 2004 | Return to school      | Sacrifice Records  | CD/CSS  | Versiones en inglés.                |
| 2006 | This is metal         | Sacrifice Records  | CD/CSS  |                                     |
| 2007 | Esto es metal         | Sacrifice Records  | CD/CSS  | This is metal con letras en español |
| 2008 | Dias de escuela       | Sacrifice Records  | CD/CSS  | Versiones en español                |
| 2009 | Feel the pain         | Sacrifice Records  | CD/CSS  |                                     |
| 2009 | Siente el dolor       | Sacrifice Records  | CD/CSS  | Feel the pain con letras en español |
| 2010 | Regreso a la escuela  | Sacrifice Records  | CD/CSS  | Versiones en español                |
| 2012 | Madhouse              | Rompekabezas Music | CD/CSS  |                                     |
| 2012 | Casa de locos         | Rompekabezas Music | CD/CSS  | Madhouse con letras en español      |